# Talana (Vorname)
Talana ist ein weiblicher Vorname.

## Bedeutung
Der Name kommt von der Zulu-Sprache und bedeutet „der Ort, an dem Schätze aufbewahrt werden“.